# مارگو بینگام
مارگو بینگام (انگلیسی: Margot Bingham؛ زادهٔ ۱۹۸۷/۱۹۸۸) بازیگر و خواننده اهل ایالات متحده آمریکا است.
از فیلم‌ها یا برنامه‌های تلویزیونی که وی در آن نقش داشته‌است، می‌توان به مردگان متحرک، نجیب‌زادگان، خانم میزل شگفت‌انگیز، آمستردام جدید، امپراتوری بوردواک، پارتیزان و آرایشگاه: اصلاح بعدی اشاره کرد.